# Micrathena gracilis
Micrathena gracilis là một loài nhện trong họ Araneidae.
Loài này thuộc chi Micrathena. Micrathena gracilis được Charles Athanase Walckenaer miêu tả năm 1805.

## Hình ảnh

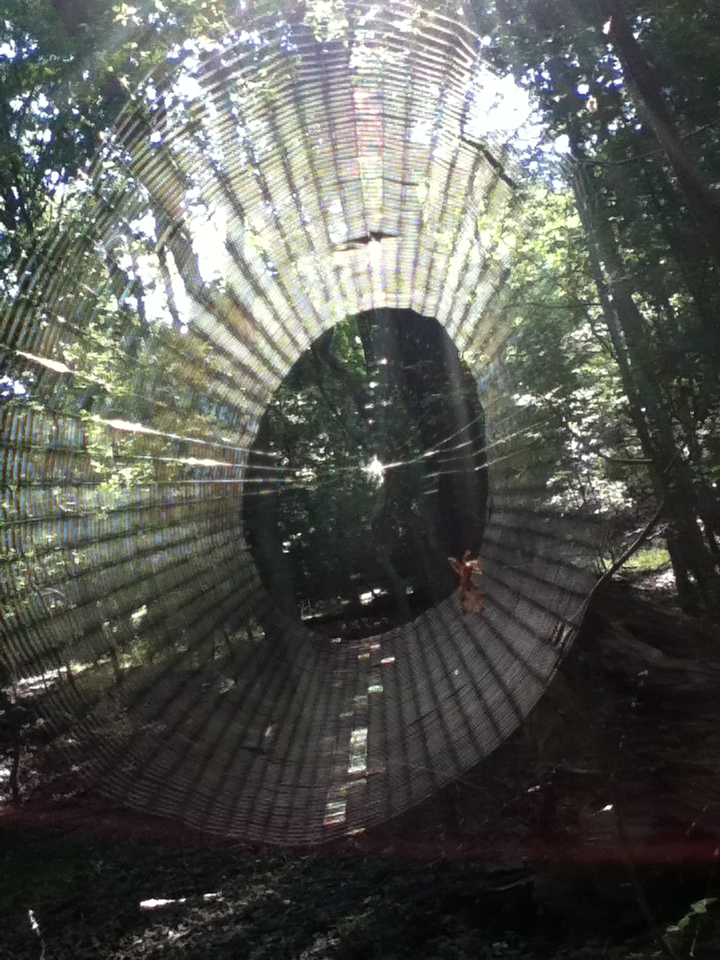
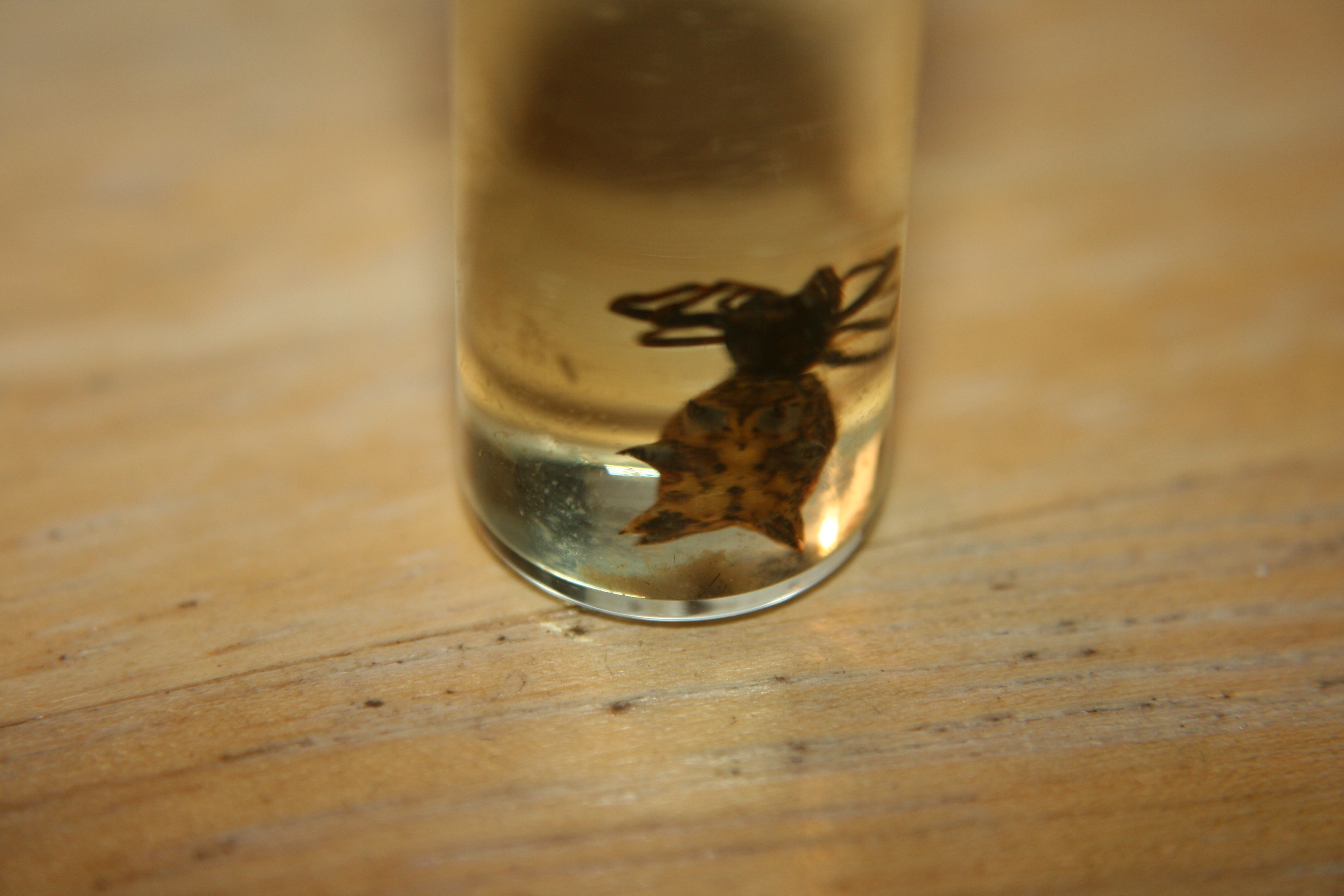
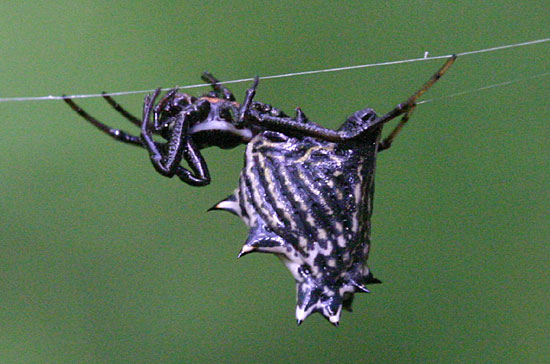